# El Wahatt
El Wahatt este o comună din Regiunea Tagant, Mauritania, cu o populație de 5.433 locuitori.